# Глинкина, Аграфена Ивановна
Аграфена Ивановна Гли́нкина (29.06.1897 [17.06.1897], деревня Дедёнки, Каблуковская волость, Краснинский уезд, Смоленская губерния — 6.11.1973, деревня Шваново, Можайский район, Московская область) — русская народная певица, представитель западно-русской фольклорной традиции.

## Очерк жизни и творчества
С 1938 г. жила в деревне Шваново (Шеваново) Можайского района Московской области. В 1950-60-х годах Кабинет народной музыки Московской государственной консерватории записал в её исполнении свыше 300 песен Смоленщины (всего в её исполнении записано свыше 700 песен). На основе консерваторского архива в 1960-х гг. всесоюзная фирма грамзаписи «Мелодия» издала пластинку народных песен. В 1969 году песни Глинкиной (всего 89) вошли в сборник «Народные песни Смоленской области, напетые А. И. Глинкиной», в т.ч. 53 – песни календарные, 20 – свадебные, 16 — лирические. В 1950-60-е гг. Глинкина принимала участие во многих фольклорных фестивалях, в основном, в г. Москве, в т.ч. в 1966-68 — в музыкально-этнографических концертах Союза композиторов РСФСР. С её участием снят телефильм «Пока горит солнце». Песни Глинкиной использовали в своём творчестве композиторы Н. И. Пейко, М. Г. Коллонтай и другие. В 2007 году стараниями музыковеда-фольклориста В. М. Щурова в Москве вышла автобиография певицы «Невольное детство», в которой намеренно сохранены особенности её живой крестьянской речи.

## Сочинения
- Глинкина А. И. Невольное детство. Москва: Луч, 2007 (с приложением компакт-диска)[5].
- Народные песни Смоленской области, напетые А. И. Глинкиной. Под ред. Г. Б. Павловой и А. М. Рудневой. Москва, 1969.